# Francesco da Montereale
Francesco da Montereale ou encore Francesco di Paolo (Montereale, v. 1466 – L'Aquila, 1541) est un peintre italien qui fut actif dans les Abruzzes au XVIe siècle.

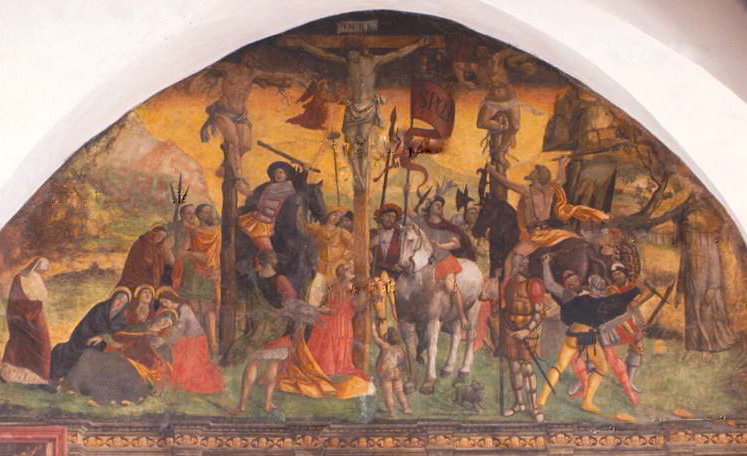
La Crucifixion, fresque, église Beata Antonia, L'Aquila

## Biographie
Francesco da Montereale s'est probablement formé dans l'atelier de son père, Paolo da Montereale dit Paolo Aquilano, sculpteur et peintre actif à l'Aquila, avant de rejoindre celui de Saturnino Gatti et ensuite Le Pérugin à Pérouse. À la fin des années 1400 il se rend à Rome où il est au contact de peintres comme Pinturicchio et Antoniazzo Romano. En 1498 son père meurt et il quitte Rome pour s'établir durablement dans les Abruzzes où il réalise de nombreux travaux pour les églises de L'Aquila et environs.
En 1540 il s'inscrit à la Corporazione romana dei pittori e miniatori ; sa dernière œuvre, une Résurrection pour l'église San Pietro di Coppito à L'Aquila, date de 1541, année de sa mort.
Francesco da Montereale a été enterré dans l'église san Francesco, aujourd'hui détruite.
La critique considère le retable de Sant'Eusanio (1516), aujourd'hui conservé au Museo Nazionale d'Abruzzo comme son chef-d'œuvre.
Son fils, Pier Francesco da Montereale (it) fut aussi peintre.

## Œuvres
- Crocifissione, Via Crucis, Teoria di Santi Francescani, fresques, v. 1490, église de la Beata Antonia, L'Aquila,
- Madonna con Bimbo, santi e Angeli, tempera sur bois, 1490-1500, Museo nazionale d'Abruzzo, L'Aquila,
- Pietà, fresque, 1502, église Santa Maria Assunta, Assergi (it),
- Madonna con Bambino tra i santi Giacomo e Benedetto, fresque, 1504 - 1505, église Santa Maria del Soccorso, L'Aquila,
- Madonna con Bambino, san Giovannino e un angelo, tempera sur bois, v. 1505, Walters Art Museum, Baltimore,
- Madonna con Bambino e i santi Sebastiano e Rocco, triptyque, tempera sur bois, 1509, Museo Nazionale d'Abruzzo, L'Aquila,
- Battesimo di Costantino, fresque, 1509, église San Silvestro, L'Aquila,
- Pietà, fresque, v. 1510, église San Silvestro, L'Aquila,
- Santo, fresque, v. 1510, L'Aquila, église San Silvestro, L'Aquila
- Storie di San Pietro, fresques (fragments), v. 1510, église San Pietro a Coppito, L'Aquila,
- Annunciazione, fresque, v. 1510, église San Pietro a Coppito, L'Aquila,
- L'Eterno con i quattro Evangelisti, fresque, v. 1510 circa, église San Pietro a Coppito, L'Aquila,
- Pietà, fresque, v. 1510, église San Pietro a Coppito, L'Aquila,
- Sant'Elisabetta d'Ungheria, 1510-1515, Museo Nazionale d'Abruzzo, L'Aquila,
- Santo Francescano (Beato Bernardino da Fossa?), 1510-1515, Museo d'arte Costantino Barbella, Chieti,
- Storie di San Francesco, fresques, 1511, Basilica di San Bernardino, chapelle Carli, L'Aquila,
- Assunzione di Maria, fresque, 1512, Museo Nazionale d'Abruzzo, L'Aquila,
- Storie di Santo Stefano, fresques (fragments), v. 1515, église Santo Stefano, Pizzoli,
- Pietà, fresque transféré sur toile, 1510-1520, Museo Nazionale d'Abruzzo, L'Aquila,
- Gesù appare al Beato Bernardino da Fossa, tempera sur bois, 1515, Museo Nazionale d'Abruzzo, L'Aquila,
- Resurrezione di Cristo e santa francescana, tempera sur bois, 1515, Museo Nazionale d'Abruzzo, L'Aquila,
- I santi Giovanni evangelista, Pietro e Bernardino, fresque, v. 1515, église San Basilio, L'Aquila,
- Natività, tempera sur toile, 1515 - 1520, Walters Art Gallery, Baltimore,
- Sant'Eusanio e storie della sua vita (Retable de Sant'Eusanio)[2], 1516, Museo Nazionale d'Abruzzo, L'Aquila,
- I santi Marciano e Nicandro e storie della loro vita, fresques, v. 1520, église Santi Marciano e Nicandro, L'Aquila,
- Madonna con Bambino e due angeli, fresque, v. 1520, église Santa Maria degli Angeli, L'Aquila,
- Crocifissione, tempera sur toile, 1519-1520, Museo Nazionale d'Abruzzo, L'Aquila
- Crocifissione, fresque (fragment), 1520 - 1525, Museo Nazionale d'Abruzzo, L'Aquila
- Adorazione dei Pastori, fresque, v. 1520, église San Panfilo di Villagrande, Tornimparte,
- Pietà, fresque, v. 1520, église San Panfilo di Villagrande, Tornimparte,
- Santa Lucia, fresque, v. 1520, église San Panfilo di Villagrande, Tornimparte,
- Santa Cecilia, fresque, v. 1520, église San Panfilo di Villagrande, Tornimparte,
- Crocifissione, fresque (fragment), v. 1520, église San Panfilo di Villagrande, Tornimparte,
- Adorazione dei Magi, fresque, 1520 - 1530, église Santa Chiara d'Acquili, L'Aquila,
- Natività, fresque, 1520 - 1530, église San Basilio, L'Aquila,
- Matrimonio mistico di Santa Caterina d'Alessandria, fresque, 1520 - 1525, église Santa Maria Assunta, Fossa,
- Deposizione dalla Croce, tempera sur bois, 1520 - 1530, église Santa Maria di Roio, L'Aquila,
- Madonna di Loreto, peinture sur bois, 1524, au Musée Malraux du Havre dans les années 1970, depuis disparue.
- Nascita della Vergine, 1531, Museo Nazionale d'Abruzzo, L'Aquila
- Storie di San Pietro, fresques, v. 1530, église San Francesco, Carapelle Calvisio,
- San Giovanni Battista, tempera sur bois, v. 1530, église San Francesco, Carapelle Calvisio,
- Adorazione dei Magi, fresque, v. 1530, église San Francesco, Carapelle Calvisio,
- Storie di San Giovanni Battista, fresques, v. 1530, église San Basilio, Sala Capitolare, L'Aquila,
- Stigmatizzazione di San Francesco, fresque, v. 1530, église San Basilio, Sala Capitolare, L'Aquila,
- Madonna e Santi, fresque, v. 1530, église San Francesco, Tagliacozzo,
- Andata al Calvario, 1530- 1540, Collection Volterra, Florence,
- Sacra Famiglia, tempera sur bois, 1530 - 1540, collection privée.

## Bibmiographie
(it) M Cini, Pittori aquilani del '400, in Rivista d'Arte Abruzzese, septembre-décembre 1913